# Ha'apai 12
Ha'apai 12 es un distrito electoral para la Asamblea Legislativa de Tonga. Se estableció para las elecciones generales de noviembre de 2010, cuando los distritos electorales regionales multi-escaños para Representantes Populares fueron reemplazados por distritos electorales de un solo asiento, eligiendo a un representante. Ubicada en la isla de Haʻapai, abarca a los pueblos de Pangai, Hihifo, Ha‘ato‘u, Navea, Holopeka, Koulo, ‘Uiha, Felemea, y Lofanga. Es uno de los dos distritos electorales en Haʻapai, el otro es Ha'apai 13.
Su primer representante (y hasta ahora único) es Moʻale Finau, un parlamentario, perteneciente al Partido Democrático de las Islas Amigas.

## Miembros del Parlamento
| Año de Elección | Año de Elección             | Partido                                 |
| --------------- | --------------------------- | --------------------------------------- |
| 2010            | Mo'ale Finau                | Partido Democrático de las Islas Amigas |
| 2014            | Viliami Manuopangai Hingano |                                         |
| 2017            | Mo'ale Finau                | Partido Democrático de las Islas Amigas |
| 2021            | Viliami Manuopangai Hingano |                                         |